# Altamira Uno, Villa Comaltitlán
Altamira Uno är en ort i Mexiko.   Den ligger i kommunen Villa Comaltitlán och delstaten Chiapas, i den sydöstra delen av landet, 800 km sydost om huvudstaden Mexico City. Altamira Uno ligger 43 meter över havet och antalet invånare är 261.
Terrängen runt Altamira Uno är varierad. Runt Altamira Uno är det ganska tätbefolkat, med 104 invånare per kvadratkilometer. Närmaste större samhälle är Huixtla, 9,1 km sydost om Altamira Uno. I omgivningarna runt Altamira Uno växer i huvudsak städsegrön lövskog.